# José Ildefonso de Sousa Ramos
José Ildefonso de Sousa Ramos, primeiro e único barão das Três Barras e 2.º visconde com grandeza de Jaguari (Baependi, 28 de setembro de 1812 — Rio de Janeiro, 23 de julho de 1883), foi um advogado e político brasileiro. Formou-se na Faculdade de Direito de São Paulo em 1834.

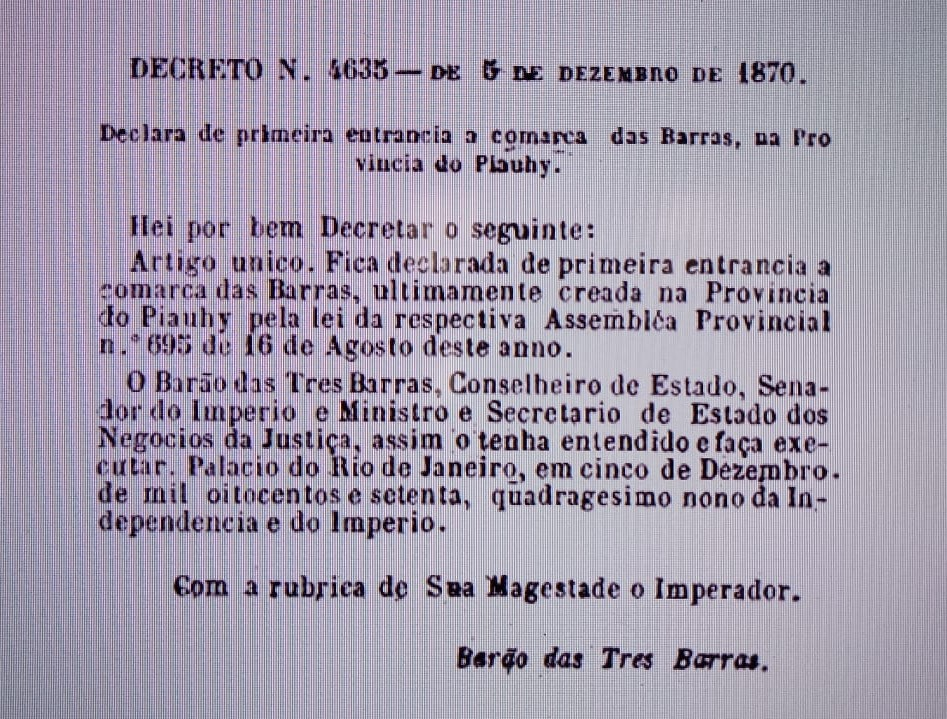
Um ato que tem a chancela ministerial do Barão das Três Barras como Ministro da Justiça em 1870.

Foi deputado geral, presidente das províncias de Piauí, Minas Gerais e Pernambuco, ministro da Justiça (ver gabinetes Itaboraí de 1852 e Pimenta Bueno) e senador do Império do Brasil, de 1853 a 1883. Foi também conselheiro da seção de justiça do Conselho de Estado em 1872, emitindo parecer pela cessação da escravidão nos casos de graça imperial para crimes com prisão perpétua.
Filho de Tomé Venâncio Ramos e de Ana Leonor de Sousa, casou-se com Henriqueta Carolina de Sousa Ramos. Cavaleiro e grã-cruz da Imperial Ordem da Rosa e comendador e grã-cruz da Imperial Ordem de Cristo, recebeu o baronato por decreto imperial de 19 de outubro de 1867, cujo nome provém de sua fazenda em Valença, e o viscondado com grandezas por decreto imperial de 15 de outubro de 1872.